# Brownanthus pubescens
Brownanthus pubescens là một loài thực vật thuộc họ Aizoaceae. Đây là loài đặc hữu của Namibia. Môi trường sống tự nhiên của chúng là xavan khô và vùng nhiều đá. Chúng hiện đang bị đe dọa vì mất nơi sống.